# 前行瓦蛛
前行瓦蛛（学名：Walckenaeria antica）为皿蛛科瓦蛛属的动物。在中国大陆，分布于吉林等地。